# Indipendenza affine
In geometria, l'indipendenza affine è una relazione fra punti di uno spazio affine simile all'indipendenza lineare.

## Definizione
Siano {\displaystyle P_{0},\ldots ,P_{k}} dei punti in uno spazio affine di dimensione {\displaystyle n}. Questi sono affinemente indipendenti se il più piccolo sottospazio affine che li contiene ha dimensione {\displaystyle k}.

## Esempi
Due punti sono affinemente indipendenti se e solo se sono distinti.
Tre punti sono affinemente indipendenti se e solo se non sono contenuti in una retta affine, cioè se non sono collineari.
Quattro punti (ad esempio nello spazio tridimensionale) sono affinemente indipendenti se e solo se non sono contenuti in un piano affine.

## Simplesso
Punti affinemente indipendenti {\displaystyle P_{0},\ldots ,P_{k}} in uno spazio affine reale sono i vertici di un simplesso, definito in modo equivalente come:
- l'inviluppo convesso dei punti {\displaystyle P_{0},\ldots ,P_{k}};
- l'insieme dei punti aventi coordinate affini {\displaystyle x_{0}P_{0}+\ldots x_{k}P_{k}} con {\displaystyle x_{i}\geq 0}.

## Proprietà

### Sottoinsiemi
Qualsiasi sottoinsieme di un insieme di punti affinemente indipendenti è anch'esso un insieme di punti affinemente indipendenti. Ad esempio, se quattro punti non stanno in un piano affine, tre qualsiasi di questi non sono collineari.

### Relazione con l'indipendenza lineare
I punti {\displaystyle P_{0},\ldots ,P_{k}} di uno spazio affine sono affinemente indipendenti se e solo se i vettori
{\displaystyle {\overrightarrow {P_{0}P_{1}}},\ldots ,{\overrightarrow {P_{0}P_{k}}}}
sono linearmente indipendenti. Questi vettori generano la giacitura del sottospazio affine generato dai punti. Tutto ciò rimane invariato se si permutano i vettori {\displaystyle P_{0},\ldots ,P_{k}}.